# Канюля

Diagram showing a cannula CRUK 058-multilingual1

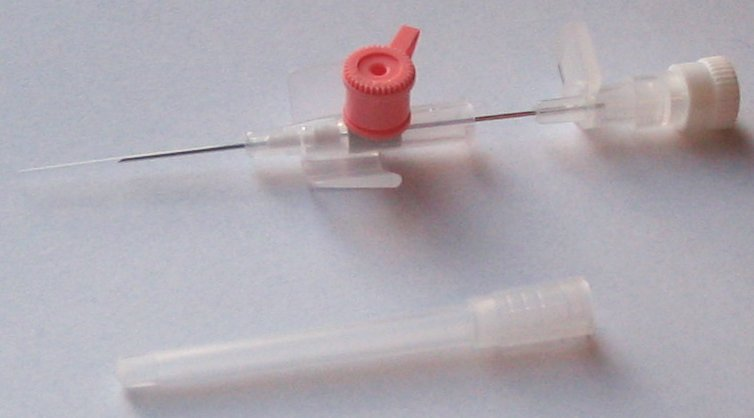
Канюля, призначена для введення в вену

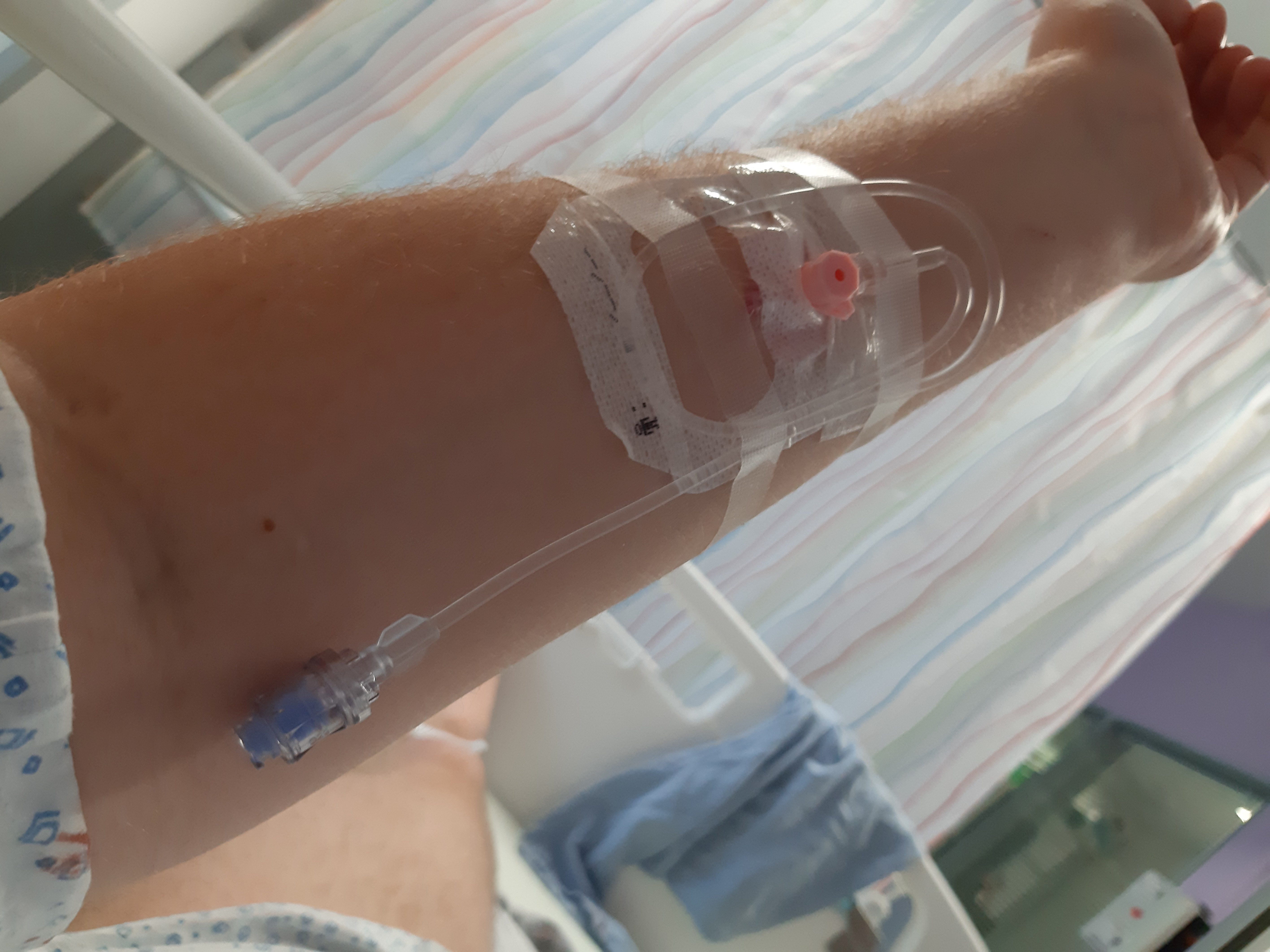
Flexile — it is inserted into a vein, and a transfusion or dropper, for example, is attached to the cannula.

Каню́ля (від фр. canule — «трубочка») — порожниста трубка з тупим кінцем, призначена для введення в організм людини (або тварини) лікарських або рентгеноконтрастних речовин, відновлення провідності дихальних шляхів, видалення рідин із порожнин тіла (дренування), а також для анатомічних, патологоанатомічних і лабораторних досліджень. Канюлю виготовляють з металу, скла або пластмаси.
Діаметр канюлі позначають GA (шкала Гейдж) і кольором додатково.